# 大ブルガリア (政治概念)

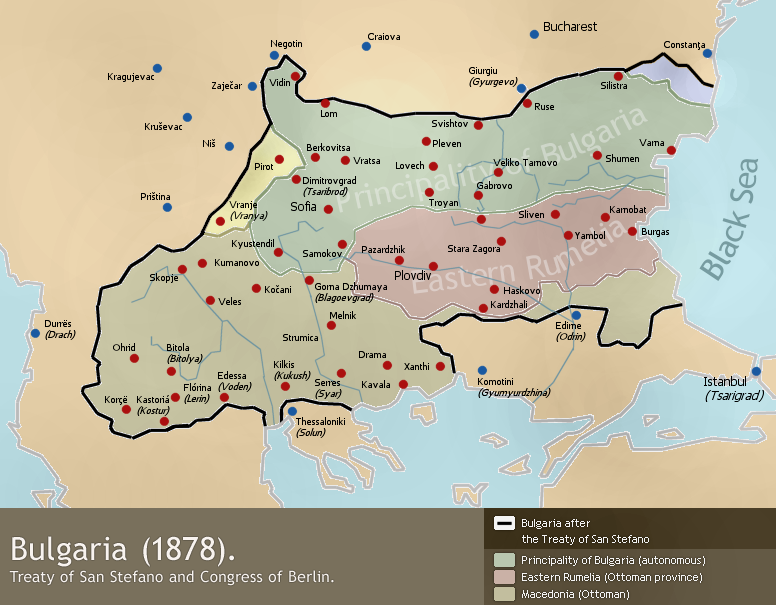
サン・ステファノ条約によって決定された大ブルガリア公国の1878年の国境。

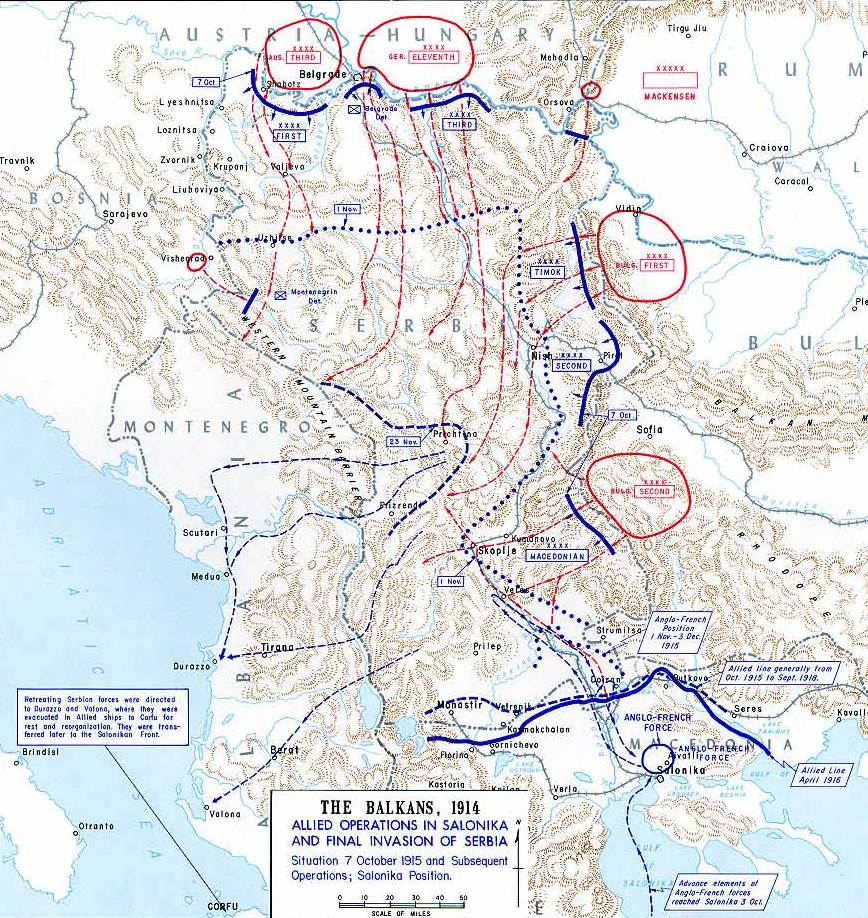
第一次世界大戦におけるブルガリアによる、マケドニアの支配権を獲得するための対セルビア攻勢計画。

大ブルガリア（だいブルガリア、ブルガリア語:Велика България、ラテン文字転写:Velika Balgariya）とは、ブルガリアの歴史的領域、および現代のブルガリアにおける民族統一主義、民族主義運動で、ドナウ川からバルカン山脈（スタラ・プラニナ）までの平原、南北ドブルジャ、ソフィア周辺、モラヴァ山地のピロト（Pirot）、ヴラニェ（Vranje）北トラキア、東トラキアの一部、マケドニア地域のほぼ全域をブルガリアの本来の領土とするものである。
東ローマ帝国と同時期にアゾフ海の北に存在したブルガール人の住む古・大ブルガリア（Стара Велика България、en）とは関係がない。

## 歴史
ブルガリアのマケドニア地域に対する領土支配と論争は、ブルガール人のバルカン半島への侵入、より細かくは7世紀のクベル（Кубер、Kuber）によるマケドニア支配に端を発している。
大ブルガリアの概念はサン・ステファノ条約のもとで提唱された。民族統一主義と民族主義の議論は1878年にサン・ステファノ条約に従って大ブルガリア公国が誕生してから、顕著になっていった。しかしながら、ベルリン会議によって新生ブルガリアは領土の一部をオスマン帝国に返還させられた。オスマン帝国に返還されたこれらの地域を再びオスマン帝国から切り離し、ブルガリアと統合するために内部マケドニア革命組織が結成され、20世紀半ばまで活動を続けた。

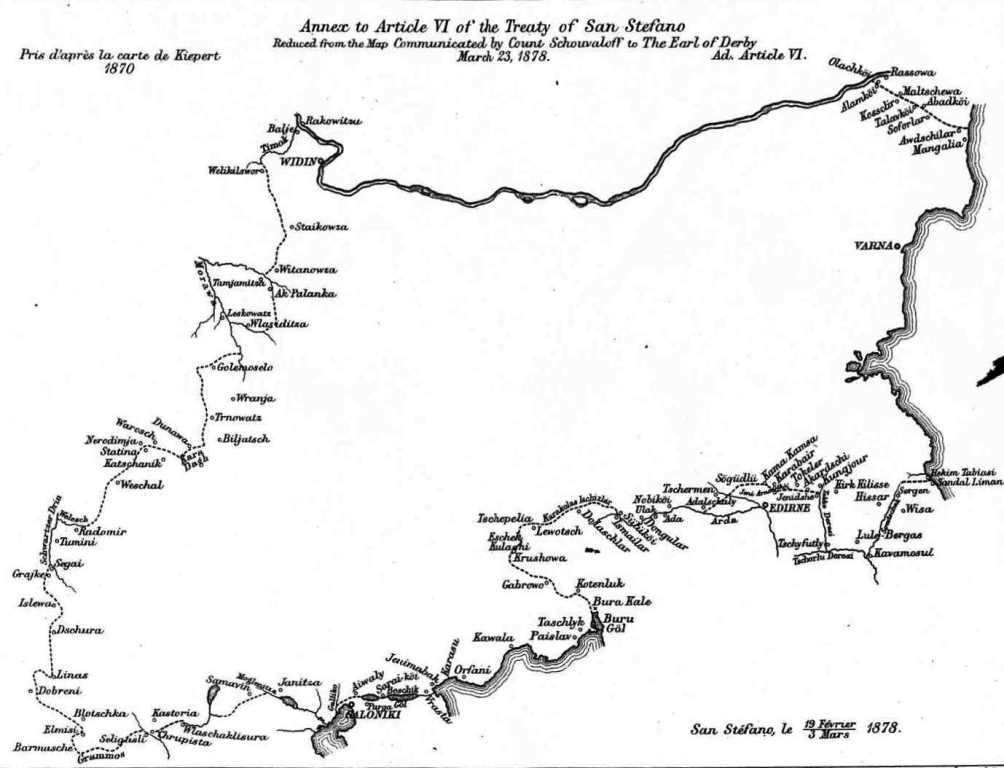
1878年のサン・ステファノ条約によるブルガリアの国境

20世紀初頭、マケドニアの支配権はオスマン帝国とブルガリア、ギリシャ、セルビアの間の係争の焦点であった。これらの国々はマケドニアの支配権をめぐって1912年から1913年にかけて第一次・第二次バルカン戦争を戦っている。この地域は第一次世界大戦におけるセルビア侵攻（en、1914年-1915年）でも争われている。

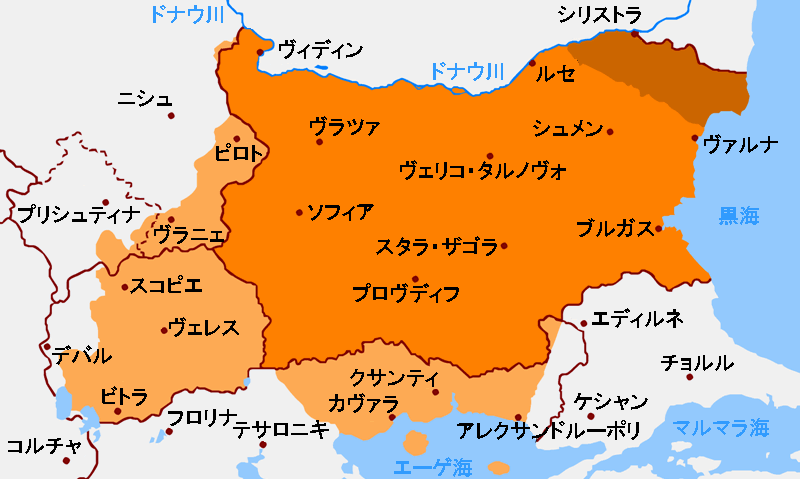
第二次世界大戦中のブルガリアの地図

第二次世界大戦の勃発後、南ドブルジャはクラヨーヴァ協定によって外交的にルーマニアからブルガリアへ返還された。ギリシャ王国とユーゴスラビア王国の制圧後、ブルガリアの枢軸加盟への見返りとして、ナチス・ドイツによって大ブルガリアが一時的に復活した。ブルガリアはギリシャ領の東マケドニアと西トラキアの一部、およびユーゴスラビア領のヴァルダル・マケドニア（現在の北マケドニア）を与えられた。しかし、南ドブルジャを除いては、これらの新しい獲得地は枢軸国の敗北とともに取り消された。